# Montiniaceae
Montiniaceae, manja biljna porodice u redu gorkosladolike. Priznato je sedam vrsta unutar 3 roda. Prema Armenu Tahtadžjanu, jedan od ovih rodova, kaliphora, čini samostalnu porodicu Kaliphoraceae.
Vrste ove porodice raširene su po Africi.

## Opis
Sustavni položaj Montiniaceae ostaje neizvjestan: fitokemijski i embriološki dokazi sugeriraju povezanost s Cornales, dok molekularni podaci ukazuju na povezanost s Solanales. Istraživani su floralni razvoj i anatomija južnoafričke Montinia caryophyllacea kako bi se dodao novi skup znakova za pojašnjenje sustavnog položaja porodice Montiniaceae. Tučkovi cvatovi pokazuju viši stupanj redukcije nego staminatni (stabnjaci), s cvjetovima postavljenim krajnje na kratkim bočnim granama. Cvjetovi imaju nepravilan inicijacijski slijed, s čestim pobačajima organa. Kod Montinije latice rastu brzo, a ne dolazi do zonskog rasta. Ginecej se razvija kao jamica okružena pojasom. Placentacija je u osnovi parijetalna i postaje aksilarna postgenitalnom fuzijom placentnih režnjeva; unitegmični ovuli su raspoređeni u dva paralelna reda sa susjednim ovulima koji se djelomično preklapaju. Jednospolnost se postiže u fazi razvoja prašnika i inicijacije karpele. Ilustrirana je i raspravljena floralna anatomija tučkovih i staminatih cvjetova. Promatranja na Montinia uspoređuju se s podacima svojti Saxifragaceae sensu stricto, Cornales i Solanales. Raspravlja se o odsutnosti simpetalija kod Montinije. Morfološki i anatomski dokazi ukazuju na veliku sličnost s Escalloniaceae. Iako je položaj u asteridima najvjerojatniji, malo je potpore za odnos sa Solanalesom na koji ukazuju molekularni podaci.

## Rodovi
1. Familia Montiniaceae Nakai (5 spp.)
  1. Tribus Montinieae DC.
    1. Montinia Thunb. (1 sp.)
    2. Grevea Baill. (3 spp.)

  2. Tribus Kaliphoreae Reveal
    1. Kaliphora Hook.fil. (1 sp.)